# 千葉景子
千葉景子（1948年5月11日—），日本女性政治家、律师，曾任法務大臣。

## 法務大臣
雖其個人主張廢除死刑，任內仍簽署兩名死刑犯之死刑執行令。兩名死刑犯皆關押於東京拘置所，皆於2010年7月28日執行，千葉景子親自觀看兩人受刑過程。為促進日本社會對死刑存廢議題的討論，千葉景子於2010年8月27日將東京拘置所刑場首度開放給媒體參觀。

## 政治主張
- 支持選擇性夫婦別姓制度。
- 主張廢除死刑，為超黨派死刑廢除推進議員聯盟的成員之一。

## 荣誉

### 日本勋章奖章
- 旭日大绶章（2018年11月3日公布[2]）

## 外部連結
- 個人部落格（页面存档备份，存于）